# Sint Oda (molen)
Sint Oda is een korenmolen aan de Suffolkweg in de Nederlandse stad Weert. Het is een ronde bakstenen beltmolen uit 1883. De molen werd vernoemd naar de plaatselijke heilige Sint-Oda.
De molen heeft tot in 2002 op professionele basis rogge en boekweit gemalen. Daarna werd het maalbedrijf gestopt en de molen verkocht. In 2008 heeft de Sint Oda voor het eerst sinds 2002 weer gedraaid.
De Sint Oda heeft twee koppel maalstenen: 1 koppel 17der kunststenen en 1 koppel 17der blauwe stenen.
Korenmolens:
Sint Anna (Weert) ·
Sint Anna (Tungelroy) ·
Sint Oda ·
Wilhelmus-Hubertus